# Poecilotheria ornata
Poecilotheria ornata ist eine Vogelspinnenart aus Sri Lanka. Sie gehört zu der Gattung Poecilotheria. Von der lokalen Bevölkerung wird sie auch „Divimakulawa“ oder „Diamakula“ genannt. Beschrieben wurde sie 1899 von Reginald Innes Pocock. Sie ist eine baumbewohnende Vogelspinnenart, die im Südwesten der Insel vorkommt. Diese Spinnenart wird auch in Terrarien gehalten und gehörte in den 1990er Jahren zu den teuersten Vogelspinnen.

## Merkmale
Die Tiere weisen in der Färbung einen deutlichen Sexualdimorphismus auf. Bereits die Jungtiere unterscheiden sich in der Färbung. Ab der Körperlänge von drei Zentimetern ist der Unterschied gut zu erkennen. Die Blattmusterung auf dem Hinterleib ist bei weiblichen Tieren heller gefärbt und die Zeichnung ist kontrastreicher und dadurch deutlicher zu erkennen. Die Männchen wirken matter und erscheinen am ganzen Körper gräulich. Die Spiderlinge ähneln in der Färbung der verwandten Art Poecilotheria subfusca, wachsen aber schneller pro Häutung.
Die Weibchen werden bis zu sieben Zentimeter lang. Die Grundfärbung ist dunkelgrau bis schwarz. Die Spinne hat auf der Oberseite eine auffällige Musterung aus weißen und schwarzen Linien, Fenstern und Punkten. Auf dem graubraunen Opisthosoma sitzt zentral ein weißer Fleck mit zickzackförmiger Begrenzung. Von den Spitzen entspringen schwarze Linien, die seitlich und nach hinten weglaufen.  Die Zeichnung auf der Unterseite der Beine ähnelt stark der südindischen Art Poecilotheria rufilata.
Die Männchen werden bis zu vier Zentimeter lang (von den Beißklauen bis zu den Spinnwarzen gemessen) und haben für männliche Vogelspinnen sehr lange Beine. Sie wirken dadurch sehr groß. Die Grundfärbung ist im Gegensatz zum Weibchen aber rotbraun. Es hat einen goldenen, kupfrigen bis violetten Schimmer. Beide Geschlechter haben unter den Beißklauen eine längere rote Behaarung.

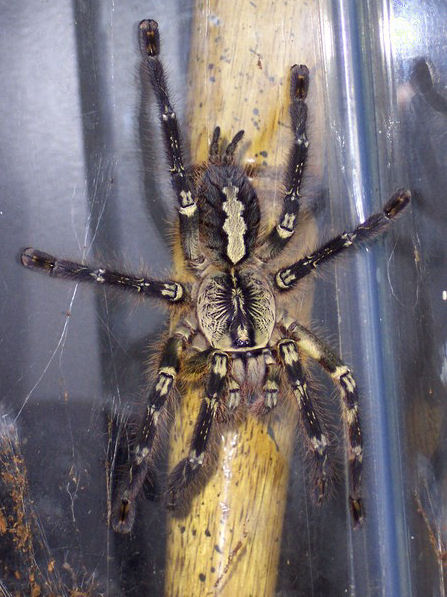
Poecilotheria ornata, Weibchen
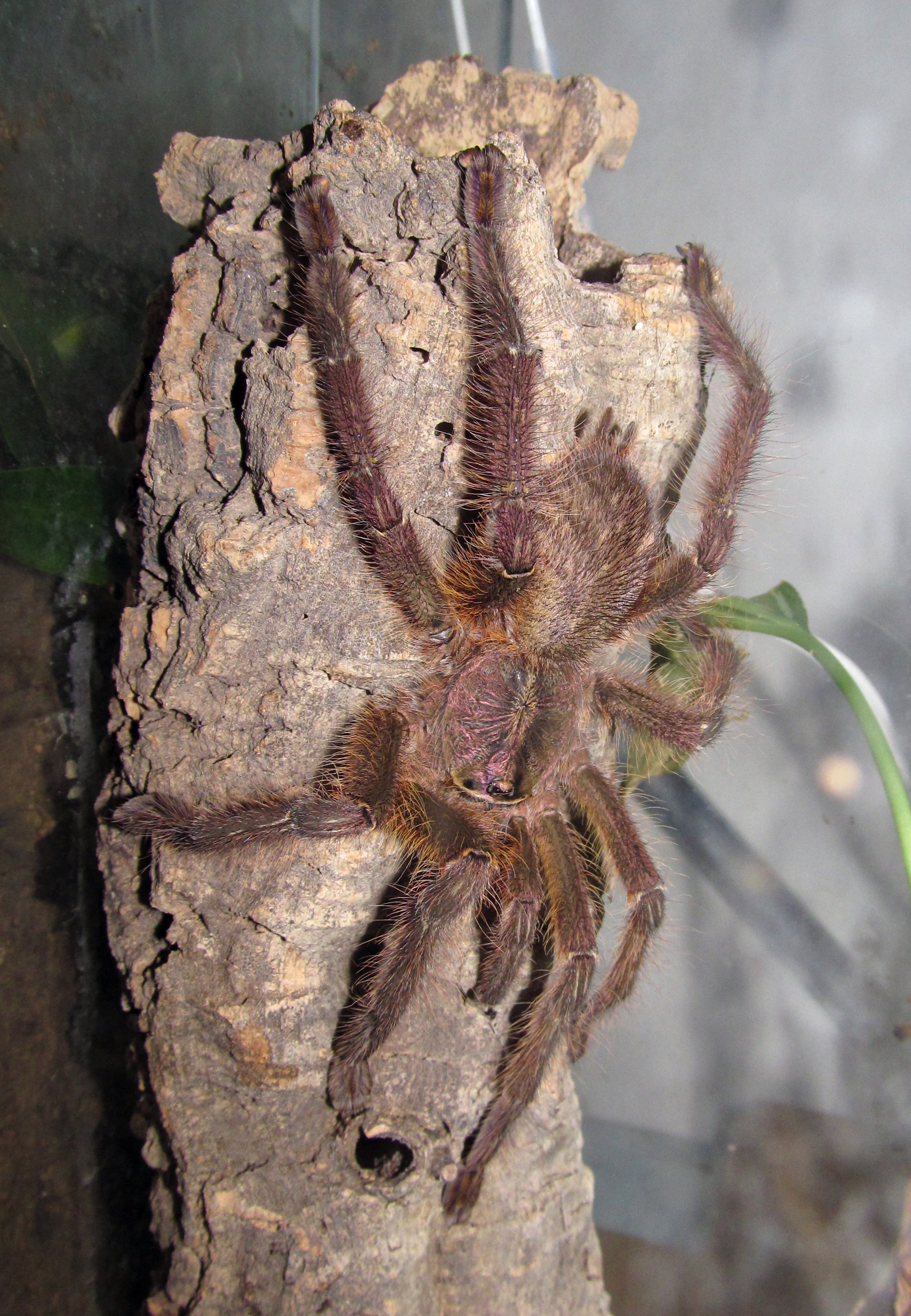
Poecilotheria ornata, Männchen

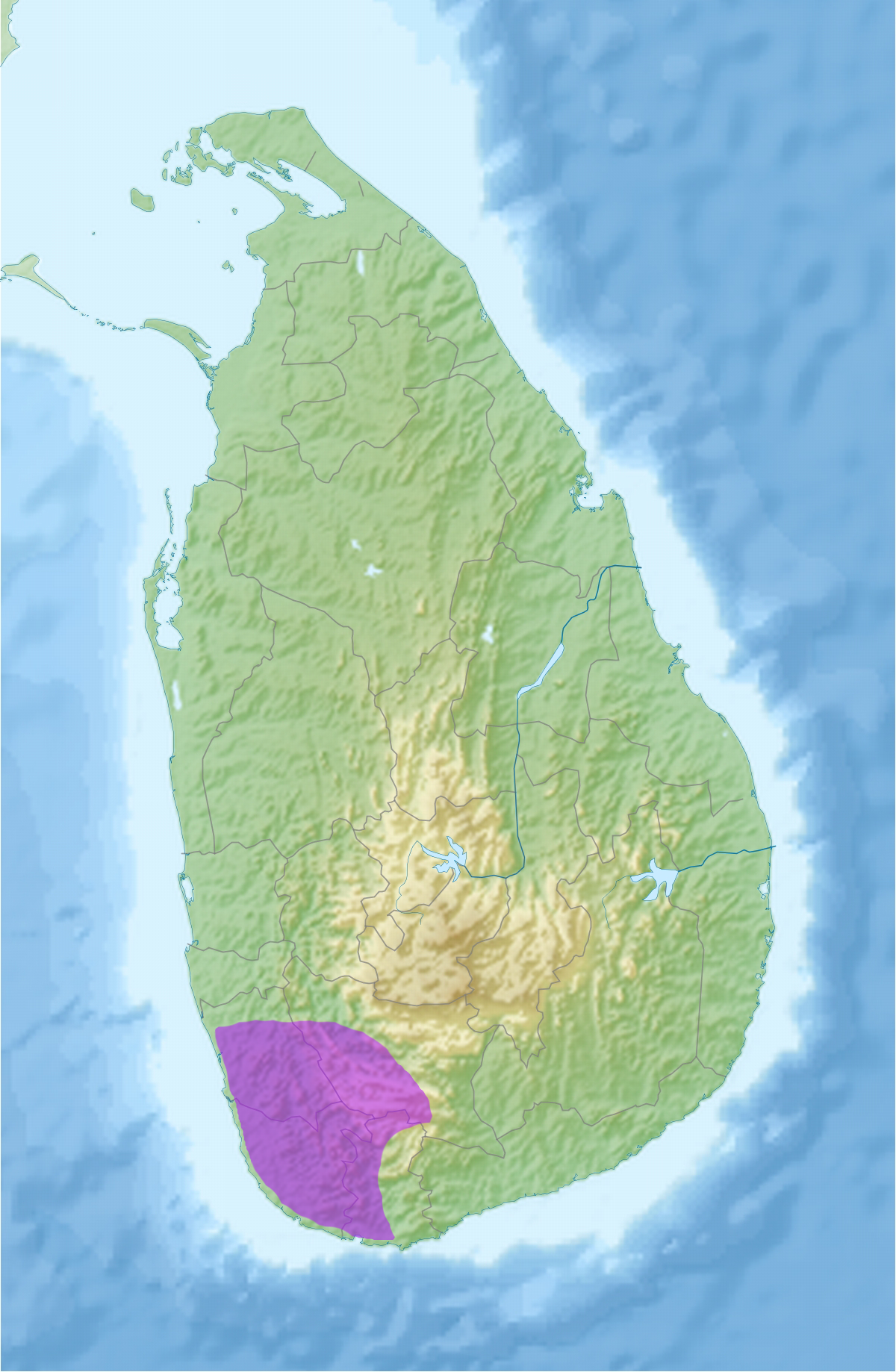
Verbreitung der Art auf Sri Lanka

## Verhalten und Habitat
P. ornata kommt in den feuchten Regenwäldern im Südwesten der Insel Sri Lanka vor. Die Temperaturen am Tag erreichen 28 °C und es fällt täglich Regen. Die Regenhäufigkeit lässt bei Sommerende und im Winter wenig nach. In den Wäldern bevorzugt die Spinne Bäume mit einem Umfang von etwa dreißig bis vierzig Zentimetern. Dort bewohnt sie vor allem natürlich vorkommende Spalten und Höhlen im Stamm, die in der Höhe ab dreißig Zentimeter bis einige Meter über Boden vorkommen. Die Spinne scheint Höhlen, die nach oben verjüngen und nach unten geöffnet sind, zu bevorzugen. Möglicherweise bieten solche Höhlen klimatische Vorteile und sie werden nach Regenfällen schneller trocken. Vor allem bei der Zeitigung des Kokons suchen die Tiere eine trockene Umgebung, damit die Eier und Larven nicht durch Feuchtigkeit Schaden nehmen. Kokon tragende Weibchen finden sich deshalb auch häufig im am wenigsten feuchten Monat August. Die Paarung dagegen findet meistens während der Hauptregenzeit im Winter oder Frühsommer statt.

## Verbreitung
P. ornata kommt in den Tieflandregenwaldgebieten im Südwesten von Sri Lanka vor. Der Tieflandregenwald wurde auf Sri Lanka in den letzten zweihundert Jahren über 90 % abgeholzt und damit ist diese Vogelspinnenart bedroht. In den staatlich geschützten Wäldern, die etwa 2 % des ursprünglichen Waldbestandes der Insel ausmachen, kommen Exemplare dieser Art allerdings häufig vor.

## Systematik
P. ornata ist nahe mit P. vittata verwandt. Das südöstliche Verbreitungsgebiet dieser Art auf Sri Lanka liegt Nahe demjenigen von P. ornata. Die Stridulationsorgane und die Form der Bulben lassen darüber hinaus auf eine nahe Verwandtschaft mit der nördlich vorkommenden Art P. fasciata schließen.